# Hugh Foot
Hugh Foot właśc. Hugh Mackintosh Foot, baron Caradon (ur. 8 października 1907 w Plymouth, zm. 5 września 1990 w pobliżu Plymouth) – brytyjski urzędnik kolonialny i arystokrata, gubernator Jamajki, ostatni brytyjski gubernator Cypru oraz stały przedstawiciel Wielkiej Brytanii przy ONZ.

## Życiorys

### Dzieciństwo i młodość
Urodził się 8 października 1907 w Plymouth jako syn Isaaca Foota, naukowca i członka Izby Gmin, polityka Partii Liberalnej i drugi z czterech braci, z których wszyscy zostali potem później posłami do brytyjskiego parlamentu. Jego najstarszy brat Dingle (1905–1978) był pierwotnie tak jak ojciec politykiem liberalnym, następnie związał się z Partią Pracy, pełnił funkcję radcy generalnego Anglii i Walii w latach 1964–1967. John (1909–1999) był politykiem liberalnym i dożywotnim parem z tytułem barona Foot, a Michael (1913–2010) w latach 1976–1979 był Przewodniczącym Izby Gmin, a w latach 1980–1983 przewodniczącym Partii Pracy.
W 1929 ukończył St John’s College na University of Cambridge.

### Kariera polityczna
Od lat 40. XX wieku pracował w brytyjskiej dyplomacji i administracji kolonialnej – na Bliskim Wschodzie, w Afryce i na Karaibach. Od 1929 do 1937 pracował w Palestynie, a następnie w Transjordanii (w latach 1939–1943). Od 1943 służył jako podpułkownik British Army w administracji wojskowej Cyrenajki. Następnie do 1945 pracował na Cyprze, w latach 1945–1947 na Jamajce, a następnie do 1950 w Nigerii.

#### Gubernator Jamajki
Hugh Foot 7 kwietnia 1951 zastąpił Johna Hugginsa na stanowisku gubernatora Jamajki. Urząd ten sprawował przez przeszło 6 lat, do 18 listopada 1957 roku. Jego następcą został Kenneth Blackburne.

#### Gubernator Cypru
Foot zastąpił Johna Hardinga na stanowisku gubernatora Cypru, a swoją kadencję rozpoczął 3 grudnia 1957. Urząd sprawował do 16 sierpnia 1960 kiedy to arcybiskup Makarios III został pierwszym prezydentem niepodległego Cypru.

#### Przedstawiciel Wielkiej Brytanii w Organizacji Narodów Zjednoczonych
W latach 1961–1962 był brytyjskim przedstawicielem w ONZ, zrezygnował w proteście przeciwko brytyjskiej polityce wobec Rodezji. W 1963 powrócił do Organizacji Narodów Zjednoczonych jako specjalny doradca ds. Afryki Południowej.
W roku Foot 1964 opublikował swoją autobiografię: A Start in Freedom. W tym samym roku, po dojściu do władzy w Wielkiej Brytanii laburzystów otrzymał tytuł parowski barona Cardon i został dożywotnim członkiem Izby Lordów. Nowy rząd mianował również Foota stałym przedstawicielem Wielkiej Brytanii w Radzie Bezpieczeństwa ONZ.

#### Późniejsze lata
Po zakończeniu swojej misji ambasadorskiej, dalej działał w ONZ, w latach 1970–1975 był konsultantem Programu Narodów Zjednoczonych ds. Rozwoju. Następnie przeszedł na emeryturę.
Zmarł 5 września 1990 w pobliżu Plymouth.

## Nagrody i odznaczenia
Niektóre ordery otrzymane przez Hugh Foota:
- Order św. Michała i św. Jerzego
- Królewski Order Wiktoriański
- Order Imperium Brytyjskiego